# Dasyatis guttata
Espèce
Répartition géographique
Statut de conservation UICN

 DD  : Données insuffisantes
Dasyatis guttata  est une espèce de raie appartenant à la famille des Dasyatidés.
En Guyane Française cette raie est appelée Raie Pastenague long nez et au Brésil, Raia Lixa.